# Hiroto Shinozuka
Hiroto Shinozuka (Japans: 篠塚大登) (Tokio, 23 december 2003) is een Japans professioneel tafeltennisser. Hij speelt linkshandig. met de shakehandgreep.